# Seznam krajev Unescove svetovne dediščine na Irskem
Svetovna dediščina Organizacije Združenih narodov za izobraževanje, znanost in kulturo (UNESCO) je pomembna za kulturno ali naravno dediščino, kot je opisano v Unescovi konvenciji o svetovni dediščini, ustanovljeni leta 1972. Kulturno dediščino sestavljajo spomeniki (kot so arhitekturna dela, monumentalne skulpture ali napisi), skupine zgradb in najdišča (vključno z arheološkimi najdišči). Naravne značilnosti (ki jih sestavljajo fizične in biološke formacije), geološke in fiziografske formacije (vključno s habitati ogroženih vrst živali in rastlin) ter naravna območja, ki so pomembna z vidika znanosti, ohranjanja ali naravne lepote, so opredeljena kot naravna dediščina.] Irska je konvencijo ratificirala 16. septembra 1991.
Od leta 2021 ima Irska dve lokaciji na seznamu in nadaljnjih sedem na poskusnem seznamu. Prvo uvrščeno najdišče je bilo Brú na Bóinne – Arheološki kompleks zavoja reke Boyne leta 1993. Drugo najdišče, Sceilg Mhichíl - Veliki Skellig (Skelliška otoka), je bilo uvrščeno leta 1996. Obe sta kulturni znamenitosti, kot je določeno z izbirnimi merili organizacije. Vsa poskusna območja so bila nominirana leta 2010.

## World Heritage Sites
Unesco navaja območja po desetih merilih; vsaka prijava mora izpolnjevati vsaj enega od kriterijev. Kriteriji od i do vi so kulturni, od vii do x pa naravni.
| Ime                                                   | Slika                                                   | Lokacija      | Leto vpisa | UNESCO kriterij            | Opis |
| ----------------------------------------------------- | ------------------------------------------------------- | ------------- | ---------- | -------------------------- | --- |
| Brú na Bóinne – Arheološki kompleks zavoja reke Boyne | A monumental stone structure in the middle of the field | grofija Meath | 1993       | 659; i, iii, iv (kulturno) | Najdišče je kompleks neolitskih komornih grobnic, stoječih kamnov, ograj in drugih prazgodovinskih ograjenih prostorov, od katerih nekateri izvirajo že iz 35. – 32. stoletja pred našim štetjem. Mesto je bilo zgrajeno s prefinjenostjo in znanjem znanosti in astronomije, kar je najbolj razvidno iz prehodnega groba v Newgrangeu (Sí an Bhrú) (na sliki). Predstavlja največjo koncentracijo prazgodovinske megalitske umetnosti v Evropi.                                                                  |
| Sceilg Mhichíl (Skelliška otoka)                      | Skellig Michael, a rocky islet in the sea               | grofija Kerry | 1996       | 757; iii, iv (kulturno)    | Keltski samostan, ki stoji skoraj na vrhu piramidastega skalnatega otoka, je bil verjetno ustanovljen v 7. stoletju. 600 let je bil središče samostanskega življenja irskih krščanskih menihov. Zaradi izjemne oddaljenosti je do nedavnega odvračal obiskovalce, zato je najdišče izjemno dobro ohranjeno. Zelo špartanske razmere v samostanu ponazarjajo asketski način življenja zgodnjih irskih kristjanov. Menihi so živeli v kamnitih kočah (clocháns), postavljenih nad skoraj navpičnimi stenami pečine. |

## Poskusni seznam
Poleg območij, vpisanih na Seznam svetovne dediščine, lahko države članice vodijo seznam začasnih območij, ki jih lahko upoštevajo pri nominaciji. Nominacije za seznam svetovne dediščine so sprejete le, če je bilo območje predhodno uvrščeno na poskusni seznam.Od leta 2021 je Irska na svoj poskusni seznam zabeležila sedem območij. Mesta, skupaj z letom, ko so bila vključena na poskusni seznam, so:
| Ime                                                                                                  | Slika                                      | Lokacija                                             | Leto vpisa | UNESCO kriterij        | Opis |
| --- | ------------------------------------------ | ---------------------------------------------------- | ---------- | ---------------------- | --- |
| Burren                                                                                               | Rocky landscape and a car                  | grofija Clare                                        | 2010       | v, viii (mešano)       | Burren, iz irskega Boireann, kraj kamna, je ledeniška kraška pokrajina z značilnostmi, kot so vrtače, jame in polja. Flora v regiji predstavlja nenavadno kombinacijo arktičnih, alpskih in sredozemskih vrst. Burren je kulturna krajina, ki jo pastirske skupnosti že tisočletja uporabljajo za pašo. Na območju je več kot 2700 spomenikov. |
| Zgodovinsko mesto Dublin                                                                             | Cobbled street with brick buildings around | grofija Dublin                                       | 2010       | ii, iv, vi (kulturno)  | V 18. stoletju je bil Dublin drugo največje mesto Britanskega imperija. V Jurijevskem obdobju (1714–1830) je Dublin doživel velik razvoj mest, leta 1757 pa je bil ustanovljen prvi evropski uradni urbanistični organ. Jurijevski mestni načrt je vključeval široke ceste, ki so povezovale mestne četrti (na sliki ulica Henrietta). V 19. stoletju je mesto izgubilo pomen, saj so ga zapustili številni aristokratski pokrovitelji. Dublin je bil dom številnih pomembnih pisateljev, vključno s tremi Nobelovimi nagrajenci. |
| Céide Fields in severozahodna Mayo barja                                                             | Grassland with remains of field walls      | grofija Mayo                                         | 2010       | iv, v (kulturno)       | Polja Céide so neolitsko arheološko najdišče, ki obsega megalitske grobne spomenike, bivalne hiše in sistem polj, sestavljen iz pravokotne mreže kamnitih zidov, ki omejujejo polja. Nastali so pred približno 5700 leti. Po opustitvi jih je postopoma prekrila šota, zdaj globoka do 4 metre. Ponovno so jih odkrili v 20. stoletju. |
| Zahodne kamnite utrdbe                                                                               | Stone structures overlooking the sea       | several sites                                        | 2010       | ii, iv, v (kulturno)   | Ta nominacija vključuje več utrdb na zahodnem Irskem. Ta vrsta utrdb se je uporabljala do zgodnjega srednjega veka. Bile so iz kamna ali zemlje in so imele okroglo obzidje, nekatere pa so imele zidove, visoke do 6 metrov. Nekatere utrdbe so si arheologi razlagali kot kraljevska mesta. Utrdbe vključujejo Dún Aonghasa (na sliki) in druge utrdbe na Aranskih otokih, Cahercommaun, Caherconree, Benagh in kamnito utrdbo Staigue.                                                                                         |
| Samostansko mesto Clonmacnoise in njegova kulturna krajina                                           | Church ruins and a large cross in front    | grofija Offaly, grofija Roscommon, grofija Westmeath | 2010       | iv, v (kulturno)       | Clonmacnoise je reprezentativen primer zgodnjesrednjeveškega otoškega samostanskega mesta, ki je zunaj meja nekdanjega Rimskega cesarstva in brez vikinških vplivov. Je na območju šotišča in od takrat ga sodobni urbani razvoj ni oviral. Kulturna krajina kaže sledove trajnostne rabe tal na območju, ki so ga oblikovali ledeniki in reke. |
| Zgodnjesrednjeveška samostanska mesta                                                                | Church ruins                               | several sites                                        | 2010       | iii, iv, vi (kulturno) | Ta nominacija obsega šest reprezentativnih samostanov, ustanovljenih v 6. in 7. stoletju. Bili so središča vere, umetnosti (Otoška keltska umetnost) in učenja. Mesta so Clonmacnoise, Durrow, Glendalough, Inis Cealtra, Kells (na sliki) in Monasterboice. |
| Kraljevska mesta Irske: Cashel, Dún Ailinne, Hill of Uisneach, kompleks Rathcroghan in kompleks Tara | Castle ruins on a hill                     | several sites                                        | 2010       | iii, iv, vi (kulturno) | Ta nominacija vključuje nepremičnine, ki so služile kot mesta za glavno kraljevo inavguracijo, slovesnost in zborovanje. Predstavljajo irske province, pri čemer je hrib Uisneach kraj, kjer se province stikajo. Trdnjavo Navan, ki je na Severnem Irskem, lahko v tem kontekstu obravnavamo tudi kot kraljevo mesto. Najdišča imajo spomenike, ki segajo od neolitika, bronaste in železne dobe do zgodnjega krščanskega obdobja. Na sliki je Rock of Cashel.                                                                   |